# Sęp płowy
Sęp płowy (Gyps fulvus) – gatunek dużego ptaka padlinożernego z rodziny jastrzębiowatych (Accipitridae).

## Występowanie
Sęp płowy zamieszkuje w zależności od podgatunku:
- Gyps fulvus fulvus – góry suchej południowej Europy (Półwysep Iberyjski, Bałkany), północno-zachodniej Afryki, południowo-zachodniej Azji – Azji Mniejszej, Bliskiego Wschodu, Półwyspu Arabskiego, Iranu aż po południowy i wschodni Kazachstan. Lęgnie się też na górzystych wyspach Morza Śródziemnego (Majorka, Sardynia, Kreta i Cypr)[2]. Koczujące sępy mogą pojawiać się jednak z dala od terenów regularnego występowania.

W Polsce dawniej prawdopodobnie lokalnie lęgowy (ostatni zanotowany lęg w Pieninach w 1914 roku, nie jest to jednak niezbicie potwierdzona informacja), obecnie sporadycznie zalatujący. Niegdyś, do początku XX wieku lęgi wyprowadzał w Tatrach i Pieninach. To największy drapieżny ptak jakiego można spotkać w kraju, choć pojawia się nieregularnie i skrajnie nielicznie. Do 2021 odnotowano 80 stwierdzeń, łącznie obserwowano 112 osobników. Widywano pojedyncze osobniki i grupy złożone z 2–3 ptaków (choć dawniej nawet dochodzące do 18 osobników). Sępy pojawiały się prawie w każdym miesiącu (zwłaszcza w czerwcu), oprócz stycznia i listopada. 5 sępów posiadało obrączki ornitologiczne, dzięki czemu wiadomo, że pochodziły z Francji, Chorwacji i Szwajcarii. W trakcie pojawów szybowały nad terenami otwartymi lub nawet miastami – Opolem i Zakopanem.
- Gyps fulvus fulvescens – góry Afganistanu, Pakistanu i północnych oraz środkowych Indii.

Gatunek odnotowywany regularnie od poziomu morza do wysokości około 3000 m n.p.m.

## Charakterystyka

### Cechy gatunku
Brak dymorfizmu płciowego. Naga głowa i wygięta szyja, popielate nieraz pokryte rzadkim miękkim puchem, poniżej kryza z jasnych piór. Wierzch ciała szarorudy, spód jaśniejszy. Lotki i sterówki czarne. Dziób i nogi sinoniebieskie. U osobników młodocianych brak kryzy, którą zastępują pojedyncze sterczące szare pióra. Szybuje na skrzydłach uniesionych w kształcie litery V. Zarówno w tym locie, jak i ślizgowym, wykorzystują wznoszące prądy powietrza. W locie można podziwiać jego długie i szerokie skrzydła o wybrzuszonej tylnej krawędzi z rozczapierzonymi (palczastymi) lotkami pierwszorzędowymi i krótki, zaokrąglony ogon. Może żyć ponad 40 lat.

Sęp, gdy zleci na ziemię, porusza się po niej, skacząc lub krocząc. Natomiast by wznieść się w powietrze, potrzebuje rozpędu.

### Wymiary średnie
Wielkością przewyższa wszystkie lęgowe ptaki szponiaste Polski, w tym orła przedniego.
długość ciała 95–110 cm
rozpiętość skrzydeł 240–280 cm
masa ciała 6–11 kg

## Biotop
Góry i wyżyny. Tam, na skalnych ścianach znajdują się noclegowiska i lęgowiska sępów płowych. Z nich codziennie wyruszają na żerowiska.

## Okres lęgowy

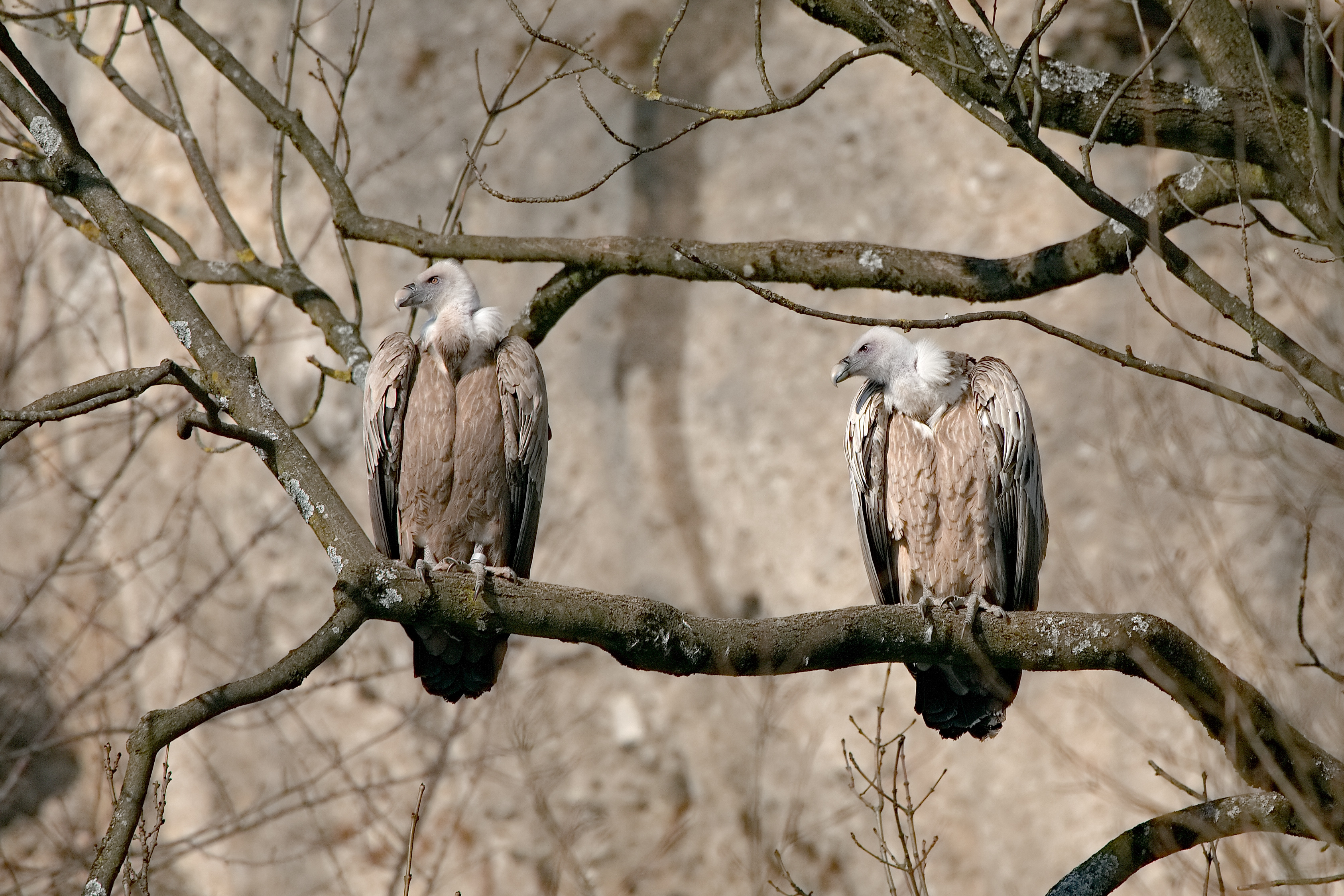
Toki sępów płowych odbywają się już pod koniec jesieni

### Toki
Jako ptak monogamiczny tworzy pary, które są sobie wierne przez całe życie. Początek toków ma miejsce już pod koniec jesieni.

### Gniazdo
Na skalnej półce, w niszy, wychodni skalnej, jaskiniach, często w niewielkiej, luźnej kolonii złożonej z 10–20 par lęgowych. Partnerzy znoszą gałęzie na gniazdo, a potem wspólnie opiekują się potomstwem.

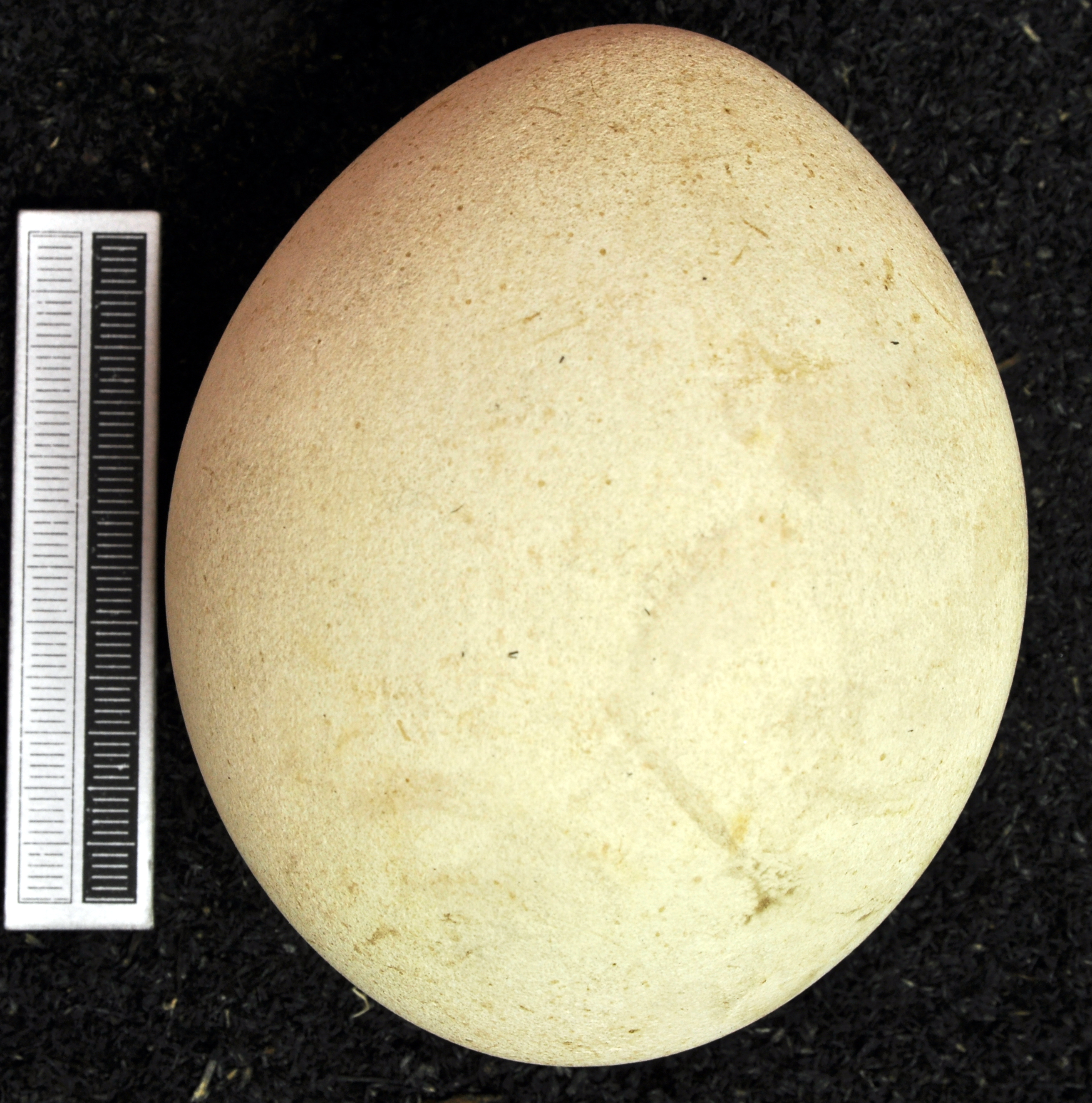
Jajo z kolekcji muzealnej

### Jaja
Jeden lęg w roku, w zniesieniu jedno jajo składane w lutym lub marcu.

### Wysiadywanie
Jajo wysiadywane jest przez okres 48 do 52 dni na zmianę przez oboje rodziców. Partnerzy po wykluciu razem karmią swoje jedyne pisklę w gnieździe. Pisklęta opuszczają gniazdo po około 3 miesiącach.

## Pożywienie

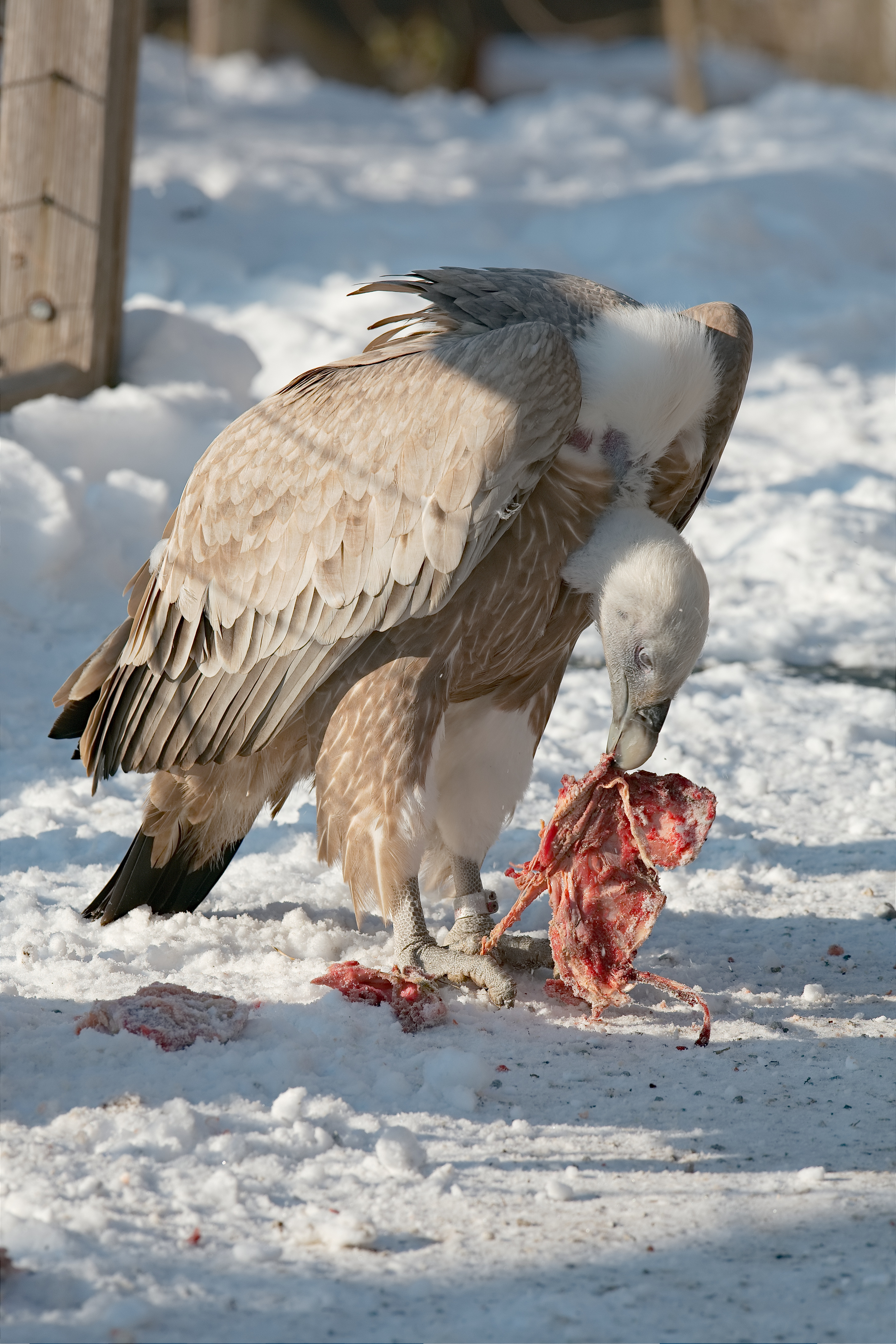
Sępy płowe najchętniej wyjadają padłe średniej wielkości ssaki

Głównie padlina, którą sęp wypatruje z powietrza. Ten wyspecjalizowany padlinożerca najczęściej wypatruje świeżo padłych średnich lub dużych ssaków. Za jedzeniem może oddalić się na dużą odległość od swego gniazda. Z padłej zwierzyny, w przeciwieństwie do orłosępów, wyjadają tylko wnętrzności i mięso.
Silny dziób i wydłużona szyja ptaka pozwala mu na dostanie się do wnętrzności padłych ofiar. W czasie wspólnego żerowania obowiązuje wśród sępów płowych hierarchia. Łapczywość niektórych osobników może być tak duża, że niektóre po zjedzeniu zbyt obfitej porcji pokarmu muszą go częściowo zwracać, bo nie są w stanie wzbić się do lotu.
Utrudniony dostęp do padliny i ostra rywalizacja o nią powodują, że sępy płowe żyjące na obszarze Hiszpanii i południowej Francji często polują na żywą zdobycz, w tym na zwierzęta gospodarskie; np. w północnej Hiszpanii w latach 2006–2010 zgłoszono 1165 przypadków zabicia zwierząt gospodarskich przez sępy płowe.

## Status i ochrona
Międzynarodowa Unia Ochrony Przyrody (IUCN) uznaje sępa płowego za gatunek najmniejszej troski (LC – least concern) nieprzerwanie od 1988 roku. Liczebność światowej populacji szacuje się na 0,5–1,0 miliona dorosłych osobników, a jej trend uznaje się za wzrostowy.
W Polsce objęty ochroną gatunkową ścisłą. W Polskiej Czerwonej Księdze Zwierząt figuruje jako wymarły ptak lęgowy.